# Framstegspartiet (Iran)
Framstegspartiet (persiska: حزب ترقی Ḥezb-e Taraqqi) var ett auktoritärt nationalistiskt politiskt parti i Iran, grundat av hovministern Abdolhosein Teymurtash. Partiet, som beskrivits som fascistiskt, fungerade i praktiken som ett redskap för att implementera shahen Reza Pahlavis progressiva reformpolitik.

## Historia

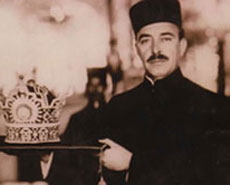
Abdolhosein Teymourtash håller i Pahlavikronan

Framstegspartiet var organiserat efter den italienske premiärministern Benito Mussolinis Nationella fascistpartiet och den turkiske presidenten Kemal Atatürks Republikanska folkpartiet, och utgjorde ett systerparti till det auktoritära och socialt progressiva nationalistpartiet Iran-e Nou, vilket grundats samma år av Abdolhosein Teymurtash. I likhet med sitt italienska systerparti bar Framstegspartiets medlemmar svarta uniformer.
När Abdolhosein Teymourtash arresterades i slutet av 1932 försvagades Framstegspartiet och förlorade sitt inflytande i Irans politik. Hans nära kontakter med italienska och turkiska republikaner innebar också att partiet anklagades för att stödja republikanism.
Reza Pahlavi ansåg att partiet inte längre fyllde någon funktion för att genomföra samhällsförändring och efter 1932 uppmuntrade han i stället att stärka parlamentarismen i Iran. De följande åren kom politiken att präglas att häftiga debatter i parlamentet och flera ledamöter, däribland talmannen Hosein Pir-Nia, var kritiska till shahens statskontroll.